# Louk Hulsman
Lodewijk Henri Christiaan Hulsman (Kerkrade, 8 de Março de 1923 – Dordrecht, 3 de Fevereiro de 2009), foi um prestigiado criminólogo holandês conhecido por desenvolver a teoria do abolicionismo penal, sendo um dos principais nomes do movimento. Ao longo de sua carreira como professor de direito de penal e criminologia, foi membro de importantes organizações internacionais e ativo pesquisador de diversos institutos europeus, sempre contestando a lógica discursiva do sistema punitivo e propondo novas formas de administrar os conflitos sociais que hoje são criminalizados.

## Biografia[2]

### Juventude
Durante parte da sua formação elementar, Louk Hulsman estudou em um internato católico franciscano (1939), onde pôde entrar em contato pela primeira vez com a teologia moral escolástica, considerada por ele fundamento de importantes princípios do sistema penal.
Mais tarde, em 1943, durante a Segunda Guerra Mundial, fez parte do grupo de resistência contra a ocupação alemã e em maio de 1944 foi aprisionado no campo de concentração Amersfoort, de onde fugiu somente em setembro do mesmo ano.
Entre 1945 e 1948 estudou Direito na Universidade de Leiden e no mesmo ano em que concluiu o curso passou a integrar o Instituto de Direito Penal e Criminologia da mesma Universidade. 

### Carreira
A despeito da sua breve passagem no Instituto de Direito Penal e Criminologia da Universidade de Leiden (1948), pode-se afirmar que a carreira de Louk Hulsman se iniciou de fato em 1949, quando o jovem jurista passou a trabalhar no Ministério da Defesa da Holanda, onde atuou, em um primeiro momento, no Serviço Jurídico, com questões relativas a Direito Penal Militar e se deparou pela primeira vez com a maneira ilógica e desumana de aplicação das decisões penais. 
Ao longo de dois anos (1952-1954), em nome do Ministério da Defesa Holandês, trabalhou em Paris em um Projeto de Código Militar Europeu e na preparação de um Regulamento Europeu de Ajuda Mútua Jurídica. Durante todo esse período, em suas atividades, ele manteve o objetivo de tornar o sistema repressivo um pouco menos repressivo.
Em 1955, Hulsman passa a dedicar-se aos trabalhos no Ministério da Justiça, exercendo diversos postos: conselheiro do Conselho do Departamento de Legislação e assessor do Conselho de Serviços Extraordinários, no Departamento de Direito Constitucional e Penal; na Comissão de Assuntos Penais como representante do Conselho Europeu, presidindo o Comitê Interino Europeu para Problemas Criminais (CDPC), fundado em 1958 e que desenhou uma agenda para a descriminalização. Louk teve, portanto, um papel fundamental na reforma penal em nível nacional e internacional, dando suporte às iniciativas de aplicação de penas alternativas e descriminalização e prevenção da delinquência. 
Entre 1965 e 1975, foi membro do Curatório da Academia de Polícia, órgão em que promoveu cursos para juízes sobre medições na punição. Nestes mesmos anos, foi presidente da Associação Católica de Reabilitação, identificando, a partir de experiências empíricas, o importante papel dos profissionais na reabilitação das pessoas apanhadas pelo sistema criminal e a relevância dessa associação no suporte aos infratores antes e depois do julgamento. 

### Atividades acadêmicas
Em 1964, Louk Hulsman retornou à Holanda em razão de um convite para assumir a cadeira de Direito Criminal da Universidade De Erasmus, em Roterdã. Seu objetivo era construir uma nova forma de ensino jurídico multidisciplinar, com influências de estudos nas áreas da psicologia, sociologia e economia, e durante sua estadia nesta universidade, ele alavancou seu pensamento abolicionista. 
Ultrapassando os limites da Universidade, Hulsman levou propostas de formas alternativas e controle social aos diversos grupos em que participou ativamente: European Group for the Study of Deviance and Social Control, Société Internaciole de Criminoligie, Groupe Européen de Recherche surles Normativité, Association Internacionale de Droit Penal, Societé Internacionale de Défense Sociale, World Society of Victimology, International Circle of Penal Abolitionists e Coornhert League for the Reformation of the Criminal Law.
Após 22 anos, em 1986, Hulsman deixou de dar aulas na Erasmus University e iniciou uma jornada de palestras e conferências em Universidades na Alemanha, Bélgica, França, Itália, Canadá, Suíça, Turquia, Espanha, Colômbia, Argentina e Brasil. Na América Latina, suas palestras, cursos e convenções tiverem grande impacto no pensamento abolicionista e na criminologia crítica, chegando a influenciar os conceitos utilizados para a redação da lei 13.433/2006 da província de Buenos Aires, na Argentina.
Louk Hulsman morreu em 2009, aos 85 anos e até o fim da sua vida manteve-se em busca do abolicionismo penal e de novas formas de controle social, regidas por valores relativos à diversidade, ao fato de os profissionais do Sistema de Justiça servirem aos interesses concretos dos seus clientes e a procura de uma válida reconstrução da realidade. 

## Abolicionismo Penal
O movimento abolicionista teve grande influência do Iluminismo e ganhou destaque no período pós Segunda Guerra Mundial, quando houve uma reestruturação do direito fundada em bases humanistas.
Em 1982, Louk Hulsman e Jacqueline Bernat de Celis publicaram a obra Penas Perdidas – O Sistema Penal em Questão, na qual teceram fortes críticas ao sistema penal vigente na época. Em 1991, Eugenio Raúl Zaffaroni publicou a obra Em Busca das Penas Perdidas – a perda de legitimidade do sistema penal, em uma clara alusão à obra de Hulsman e Celis, na qual utiliza muito das teorias de Hulsman, transportando suas ideias para a realidade da América Latina, e questionando a legitimidade do sistema penal. 
O abolicionismo penal possui múltiplas facetas que variam de acordo com o autor que se analisa. Thomas Mathiesen, por exemplo, fortemente influenciado pelas teorias marxistas, afirma que o sistema penal é mais um instrumento de dominação de classe; Foucault, tem uma abordagem estrutural; e Nils Christie, tem uma ideia fenomenológico-histórica da questão. Os autores, no entanto, convergem na convicção de que o sistema penal vigente é ineficiente e inútil, e por isso defendem sua extinção e substituição por outros meios de resolução dos conflitos sociais.

### O “controle social” de Michel Foucault
O conceito de controle social, abordado por Michel Foucault representa o controle exercido sobre os indivíduos pelo próprio Estado. Esse controle social, materializado na criminalização de certos comportamentos e no monopólio legítimo da força, reduz o enfrentamento de condutas à simples imposição de sanções, além de produzir violência e dor, na medida em que provoca deteriorização moral, privação de liberdade e morte.

### Princípios do Abolicionismo Penal

#### Quem vai para a prisão?
É a lei que cria o criminoso, ou seja, o fato punível é criação do próprio sistema. Assim, de acordo com o lugar e a época, um indivíduo pode ser passível ou não de ser encarcerado por uma mesma conduta. O sistema penal visivelmente cria e reforça as desigualdades sociais, encarcerando na quase totalidade dos casos, as camadas mais frágeis da população.
Portanto, se o Direito Penal é arbitrário, não punindo igualmente todas as infrações delitivas, independentemente do status de seus autores, recaindo quase sempre sobre a parte mais débil e os extratos economicamente mais desfavorecidos, acarretando enormes sofrimentos, o melhor a se fazer seria acabar definitivamente com esse sistema de reação social frente à criminalidade.

#### Dimensão da pena
A afirmação de que o delinquente deve ser punido para que a vítima reencontre a paz não deve ser tida como verdadeira. Louk Hulsman defende que em muitos casos, a vítima gostaria de encontrar seu agressor, na medida em que esse contato poderia significar uma libertação, uma oportunidade de compreender seus motivos, saber a razão de terem sido vítimas daquela agressão. Isso, no entanto, se torna impossível se o agressor encontra-se na prisão. 
Quando se trata da pena, as questões filosóficas são constantemente lembradas, principalmente a questão se o homem é naturalmente bom ou mau. Não se deve rotular o criminoso como um homem mau e, portanto, diferente dos outros, algo que ele carregará penosamente pelo resto da vida de maneira completamente desnecessária e desumana na maioria das vezes. O criminoso somente teve uma atitude julgada errada e não é por isso que, necessariamente, ele é uma pessoa pior como se pensa atualmente. Realmente, mesmo segundo uma concepção tradicional do sistema jurídico-penal o etiquetamento se faz presente na linguagem e na mente dominante, atrapalhando e influenciando, muitas vezes, a mentalidade da sociedade e, pior, dos julgadores e dos operadores do sistema penal. 

#### Maniqueísmo penal
O sistema penal formal deve ser abolido porque, em razão da grande influência teológico-escolástica, é patentemente maniqueísta (os agentes do sistema são “bons”, enquanto os desviados são “maus”); é, de outro lado, uma “máquina desconexa”, na medida em que suas instâncias (polícia, Ministério Público, Magistratura, agentes penitenciários...) atuam como compartimentos desconexos.

#### Vingança no Direito Penal
O sistema penal não existe para ser a forma de vingança, e é isso o que ocorre, não sendo utilizado para seus reais propósitos como a ressocialização. O sistema penal, por fim, só conta com um tipo de reação, a punitiva, quando na verdade existem diversos outros modos de controle social (medidas sanitárias, educativas, de assitência material ou psicológica, reparatórias...). Logo, percebe-se o quanto ele foi concebido só para o mal, para a violência (vingança).

## O abolicionismo penal de Louk Hulsman[4]
Louk Hulsman é um dos principais expoentes do abolicionismo penal. Hulsman trata o abolicionismo sob uma perspectiva fenomenológica, defendendo que o sistema penal como um todo é um problema em si mesmo.

### Abolicionismo acadêmico e abolicionismo institucional
Para Hulsman, abolição institucional é “o movimento social que deseja se livrar da justiça criminal da mesma forma que, no passado, as pessoas quiseram se livrar da escravidão e, hoje em dia, querem se livrar de práticas que consideram discriminatórias”. Ela abrange as mudanças pessoais na percepção, atitude e comportamento daqueles que se empenham nas transformações do sistema penal. A abolição acadêmica, por sua vez, é parte da questão de como abordar o fenômeno do crime e da justiça criminal em um contexto acadêmico. Seria “a abolição da linguagem prévia sobre justiça criminal e a substituição desta linguagem por uma outra, que permita submeter a justiça criminal a uma hipótese crítica, que desafie a sua naturalidade e necessidade”. Recusa-se os discursos dominantes sobre esses conceitos por sua falta de independência em relação às práticas sociais existentes e na medida em que sustentam a falsa ideia de uma justiça criminal natural e necessária.

### Os problemas da justiça criminal
A justiça criminal oferece uma construção inválida, na medida em que não é realista em relação ao que ocorreu e, consequentemente, acaba por oferecer respostas não-realistas e não-efetivas. Ela não é realista uma vez que não é dirigida por interesses internos; é, em larga medida, atopoiética, criando sua própria realidade em alto grau de independência em relação ao ambiente. A “criminalização”, para Hulsman, seria injusta, pois sua própria estrutura nega a existência de variedades na vida social (cria estereótipos) e de significados diferentes, sendo incapaz de percebê-los e lidar com eles. Além disso, seria incapaz de lidar equitativamente com infratores e vítimas. 
De acordo com Hulsman, “a justiça criminal existe em quase todos nós, assim como em algumas áreas do planeta, o ‘preconceito de gênero’ e o ‘preconceito racial’ existem em quase todos. A abolição é, assim, em primeiro lugar, a abolição da justiça criminal em nós mesmos: mudar percepções, atitudes e comportamentos.”

### A “situação-problema”
Em 1979, Hulsman escreveu o artigo “An Abolitionist Perspective on Criminal Justice Systems and Scheme to Organise Approaches to ‘Problematic Situations’”, no qual introduziu o conceito de situações-problema e destacou a importância do uso de novos referenciais de interpretação para definir um evento conflituoso, sempre partindo das pessoas diretamente envolvidas.
O pensamento abolicionista de Hulsman redimensionou a crítica ao sistema penal a partir da negação da existência de uma realidade ontológica do crime. Propõe uma nova abordagem da infração, desvinculando-a do direito penal e a analisando como situação-problema, que valoriza a singularidade de cada fato e se distancia da universalidade típica das leis e dos castigos.
A resolução de uma situação-problema envolve aqueles que participaram diretamente da situação: o infrator e a vítima, abrindo espaço para o diálogo e para a criatividade das partes. Trata-se de uma decisão consensual envolvendo, além dos protagonistas do sistema penal, pessoas próximas ao infrator e a vítima.

### A vítima
A teoria de Hulsman muda o foco do comportamento para a situação e do agressor para a vítima.
No sistema penal atual o centro é o Estado, tirando a importância da vitima, marginalizando-a. Com o abolicionismo penal, a vitima se tornaria a parte mais importante. Podendo ser ouvida, o que, segundo Hulsman, é o que ela mais deseja.
Segundo Hulsman, a abolição do sistema penal não significa o ressurgimento da vingança privada. O querer da proteção contra os perigos, natural dos seres humanos, não está relacionado diretamente com o sistema punitivo.

#### Conciliação
Hulsman afirma que a melhor forma de reação às situações problemáticas seria a quebra do atual paradigma punitivo, evitando-se ao máximo as instâncias estatais, propondo soluções conciliatórias, deixando as partes resolverem os seus próprios conflitos. Em casos em que o conflito tivesse que ser resolvido por um juiz (que só iria atuar mediante pedido das partes) este deveria pertencer a um tribunal administrativo ou cível, e que atuasse como um guardião dos direitos, liberdades e garantias individuais.

### Cifra negra
Cifra negra é o termo utilizado para referir-se à diferença existente entre os crimes de fato ocorridos e aqueles que acabam sendo denunciados e julgados. É o volume de fatos legalmente puníveis que o sistema ignora ou menospreza. Algumas pesquisas mostram que uma enorme maioria dos eventos que deveriam ser criminalizados, ou seja, denunciados e conhecidos pelos órgãos públicos, não o são. Isso demonstra que até mesmo os próprios envolvidos em situações problemáticas solucionam seus conflitos sem necessitar da intervenção do poder público, o que evidencia a falta de confiança das pessoas nos órgãos governamentais e no sistema penal, além de abalar a própria noção ontológica de crime, na medida em que uma enorme quantidade de fatos típicos não é avaliada como punível penalmente pelas próprias vítimas ou pelos agentes do sistema. Além disso, também demonstra que o sistema penal funciona em um ritmo extremamente reduzido e nunca na totalidade de casos em que teria competência para agir, o que aponta para sua inutilidade e ineficácia. Os indivíduos que não levam ao conhecimento estatal a ocorrência dos eventos problemáticos, na realidade se utilizam de práticas distintas da justiça criminal, que, segundo Hulsman, são muito mais eficazes. Desse modo, a cifra negra deixa de ser uma anomalia para se constituir em uma prova concreta de que o sistema penal é um sistema por natureza estranho à vida das pessoas.

### Nova linguagem
A eliminação do conceito de “crime” obrigaria a uma completa renovação de todo o discurso em torno do chamado fenômeno criminal e da reação social que ele suscita. Louk Hulsman rejeita as palavras “crime”, “criminoso”, “criminalidade” e “política criminal”, pois estas pertenceria ao dialeto penal, associando-os à culpa, ao homem presumidamente criminoso. O primeiro passo para formar uma nova mentalidade livre desses conceitos discriminatórios e inconscientemente aceitos do sistema penal é a substituição desses termos por outros como “atos lamentáveis”, “pessoas envolvidas”, “situações problemáticas” e “comportamentos indesejados”, que não exprimem uma visão estigmatizante sobre as pessoas e situações vividas.

### Relação com Foucault
No artigo “Alternatives to punishment. The abolitionist case: alternative crime policies” e no livro Penas Perdidas, Hulsman afirma seguir o papel do intelectual definido por Foucault, como aquele que não deve se posicionar como profeta da sociedade para revelar uma verdade por meio de seu discurso, mas aquele que deve mostrar o funcionamento das instituições e as consequências deste funcionamento nos diversos segmentos da sociedade. Afirma Hulsman: “Não quero propor um ‘programa no lugar da justiça criminal’ e não lembro de tê-lo feito. (...) Subscrevo a maneira como Foucault define o papel dos acadêmicos nestes assuntos. De acordo com ele, o papel do “profeta-intelectual” consiste em dizer às pessoas o que elas têm que fazer, e lhes determinar os moldes de pensamento, objetivos e meios. (...) Ao invés disso, o papel do acadêmico é mostrar (...) como as instituições realmente funcionam (...).”
Na entrevista “What is called punishing?” publicada pela University of Brussels Review, em 1984, Foucault considera de grande interesse o desafio que Hulsman coloca ao direito de punir ao evidenciar que não existem mais justificativas para que ele se exerça.

## Penas Perdidas – O Sistema Penal em Questão
Em 1982, publicou seu único livro a respeito do abolicionismo sob o título de Penas Perdidas . Escrito em companhia da pesquisadora e amiga Jacqueline Bernat de Celis, com quem travava calorosas discussões na mesa de sua cozinha, Penas Perdidas se encontra hoje traduzido em francês, italiano, espanhol, grego, holandês e português.
Na primeira parte do livro-entrevista, em uma conversa com Bernat de Celis, Hulsman conta de que maneira seu pensamento abolicionista está intimamente ligado às suas experiências pessoais e, para isso, relembra os anos de sua juventude nos quais passou por colégios internos. 
Durante esses anos, estudou teologia moral por iniciativa própria e começou a questionar o que lhe ensinavam. O autor percebe a disparidade entre a realidade e o que é ensinado. A partir daí, começou a sentir “a dominação totalitária de um sistema institucional que fechava as portas a qualquer outro modo de pensar”. 
Relembra, ainda, os quatro meses que passou no campo de concentração de Amersfoort, em 1944. Tal experiência contribuiu para desmistificação do Estado frente ao autor. Ele percebe que estruturas que deveriam proteger o indivíduo podem se voltar contra ele. No entanto, o impacto do colégio interno foi maior do que a experiência no campo de concentração, pois mesmo encarcerado Hulsman conseguiu manter-se resistente, pois não fora estigmatizado: “parece espantoso. Mas, o preso político não perde a autoestima nem a estima dos outros. Ele sofre em todas as dimensões de sua vida, mas permanece um homem que pode olhar para frente. Não está diminuído”.
O autor aborda também o período em que fora docente de Direito Penal, em 1964. Nesse ambiente universitário, Hulsman entra em contado com pesquisas empíricas, passando a valorizá-las (saber “vivido”), em detrimento do saber científico. Aqui o autor nota o “nonsense” do Sistema penal, no qual o saber vivido é praticamente ignorado. Ele nota também a disparidade entre os princípios de legitimação do sistema penal e a realidade. Para alterar as estruturas que caracterizam esse sistema, é necessário conhecê-las verdadeiramente.  
Penas Perdidas reúne pequenos ensaios em que o autor problematiza a linguagem utilizada pelo sistema de justiça criminal e os problemas causados por ele, como a estigmatização de pessoas, a criação e reafirmação das desigualdades sociais e o “sofrimento estéril” causado ao condenado. Na ultima parte do livro, Hulsman desenvolve sua teoria abolicionista demonstrando que a maioria das situações-problema existentes já é resolvida sem a intervenção do sistema de justiça criminal, e que, portanto, uma sociedade que não faz uso das penas já existe. Baseia-se, para tanto, nas noções de cifra negra da delinquência e de que o próprio sistema seleciona sua área de atuação: “Entre centenas de milhares de casos semelhantes, somente alguns são tratados pelo sistema penal. E, por que, justamente eles?”.
Em Penas Perdidas, Hulsman desenvolve ainda a ideia de que a distância psicológica e a falta de contatos sociológicos entre nós, que encarceramos, e os encarcerados dificultam o entendimento da realidade do sistema e de suas mazelas. “Entre pessoas de cultura, modo de vida, linguagem, modo de pensar tão diferentes, naturalmente se cria uma espécie de incomunicabilidade difícil de superar”. A decorrência disso seria a dificuldade de reconhecimento mútuo e recíproco entre os agentes do sistema, a “opinião pública” e os criminosos, o que facilita a manutenção do próprio sistema. Acreditar que as pessoas que ele captura são tão desviadas e diferente dos demais é quase que pressuposto da aceitação do sistema de justiça criminal. Hulsman chama isso de “distâncias siderais”.
Hulsman destaca, novamente, a importância da linguagem utilizada. A mudança dessa linguagem se faz condição necessária para a abolição do sistema de justiça criminal:
“Em primeiro lugar, é preciso mudar a linguagem. Não conseguiremos superar a lógica do sistema penal, se não rejeitarmos o vocabulário que a sustenta. As palavras crime, criminoso, criminalidade, política criminal, etc... pertencem ao dialeto penal, refletindo os a priori do sistema punitivo estatal.”

## Outras publicações
Já em 1984, enquanto trabalhava como professor de Direito Penal e Criminologia na Erasmus University em Roterdã, buscou criar uma nova forma de educação jurídica, entrelaçando-a com a Sociologia, Psicologia e a Economia. Neste ano, ainda em companhia de Jacqueline Bernat de Celis, publicou o artigo “Fondements et enjeux de la théorie de l’abolition de système pénal”. Este artigo foi traduzido para o português e publicado na Revista Verve v. 08, em 2005, sob o título “A aposta por uma teoria da abolição do sistema penal”.
Em 1985, participou do segundo encontro promovido pelo ICOPA, em Amsterdã, para o qual produziu o artigo “Critical Criminology and the Concept of Crime”. Neste artigo, levanta questões a respeito dos estudos da criminologia crítica, direcionando sua crítica à linguagem utilizada por estes, sempre vinculada ao sistema penal. Além disso, o autor defende uma criminologia crítica que não utilize o “crime” como uma ferramenta conceitual. Ele aponta quatro fatores para que isso seja alcançado. São eles: a desmistificação da justiça criminal, através da comparação dos efeitos dela na vida humana aos outros sistemas de controle social, legais (como a justiça civil) ou não (como o sistema de trabalho social); a ilustração de como situações problemáticas podem ser trabalhadas através de meios sociais, sem o uso da justiça criminal; o estudo de estratégias que permitam a abolição do sistema de justiça criminal, visando reaproximar organizações como a polícia e as cortes das necessidades e da vida dos indivíduos afetados por essas organizações; e, por fim, o desenvolvimento de uma nova linguagem. Para Hulsman, é fundamental que se construa uma linguagem apartada do referencial do sistema de justiça criminal, motivo maior pelo qual defende a terminologia “situação-problema”.
Para o quinto Simpósio Internacional sobre Vitimologia, Hulsman produziu o artigo “The Right of the Victim not to be subordinated to the Dynamics of Criminal Justice”, publicado posteriormente em 1989, no qual levanta considerações ao movimento social que busca melhorias na posição das vítimas do sistema de justiça criminal. Hulsman alerta que é comum que tais reformas apenas reafirmem e reforcem práticas que os reformistas buscam abolir, e aconselha o abandono do conceito de crime, novamente, como perspectiva acadêmica a ser adotada pela vitimologia.
Em 1997, o autor escreve “Themes and concepts in an abolitionist approach to criminal justice”. Nesse artigo, o autor pretende tratar de temas e conceitos relacionados à justiça criminal através de uma perspectiva abolicionista. Ressalva-se que o artigo não trabalha a noção de “punishment” (castigo), porque Hulsman a vê como uma forma de interação humana, observada em diferentes contextos, como no trabalho, na escola e na família, na qual há uma relação entre quem pune e quem é punido. Tal relação não é observada na justiça criminal. Por isso, o autor entende que o vocábulo “punishment” é infundadamente utilizado para legitimar o sistema, criando uma falsa identidade entre o castigo aceito e conhecido socialmente e a realidade da justiça criminal. Assim, nesse artigo, o autor aborda novamente o problema da linguagem no sistema penal, para depois justificar a defesa do abolicionismo e como alcançá-lo. 
Em 1998, Hulsman publica “Struggles about Terminology: ‘Problematic Situation’ versus Crime” na compilação de textos reunidos no livro Politique, police et justice au bord du futur. Mélanges pour et avec Lode van Outrive, momento em que retoma a importância da terminologia e da necessidade de se construir uma nova linguagem já apontada em 1985.

## Prêmios
- W.A. Bonger Prize do conselho da Dutch Society of Criminology no seu aniversário de 50 anos.